# 140.ª Brigada Mixta (Ejército Popular de la República)
La 140.ª Brigada Mixta fue una unidad del Ejército Popular de la República creada durante la Guerra Civil Española. A lo largo de la contienda operó en los frentes de Aragón, Segre, Ebro y Cataluña.

## Historial
La unidad fue creada en mayo de 1937, originalmente como fuerza reserva del Ejército del Este, si bien después se integraría en la  32.ª División del XI Cuerpo de Ejército. Quedó bajo el mando del teniente coronel de infantería Humberto Gil Cabrera, con el capitán de infantería Manuel Tió Vila como jefe de Estado Mayor y con Luis Deltell Bernal como comisario. Una vez que la brigada finalizó su fase de instrucción el mando pasó al mayor de milicias Rodolfo Bosch Pearson, pero acabaría siendo sustituido por el mayor Eusebio Sanz tras ser procesado Bosch por el fusilamiento de unos milicianos del POUM. Posteriormente la 140.ª BM fue asignada a la 33.ª División con la idea de que tomarse parte en la ofensiva de Brunete, si bien al final la brigada permaneció situada en Tarragona sin tomar parte en las operaciones de Brunete.
En marzo de 1938, tras el comienzo de la ofensiva franquista en el frente de Aragón, fue asignada a la 24.ª División y enviada como refuerzo al sector amenazado; sin embargo, el 11 de marzo la brigada se retiró por Pina hasta alcanzar Fraga, el día 26. Algunos elementos de la 140.ª BM participaron en la defensa de Lérida, pero tras la caída de la ciudad cruzaron el río y se retiraron hacia Llardecans. Fue sometida a una reorganización, quedando agregada a la 44.ª División.
El 13 de septiembre la 140.ª BM fue enviada como refuerzo al frente del Ebro, como refuerzo a las fuerzas republicanas de este sector. El día 19 relevó a la 227.ª Brigada Mixta en la zona al noroeste de Puebla de Masaluca, posición en la que permaneció hasta el 6 de octubre —cuando fue sustituida por la XIII Brigada Internacional—; a diferencia de otras unidades republicanas, en este periodo la 140.ª BM no participó en duros combates. Tres días después, el 9 de octubre, hubo de regresar al frente de batalla en la zona de la Venta de Camposines. El día 15 hubo de resistir un fuerte embestida enemiga, si bien mantuvo sus posiciones a costa de algunas bajas —destacando la muerte del jefe del 560.º batallón, el mayor Vicente Sagarduy—. El 8 de noviembre, durante la última contraofensiva franquista, la 140.ª BM sufrió el cerco de su compañía de ametralladoras y de una compañía del 559.º batallón, que se tradujo en graves bajas. Tres días después, debido a la retirada de la 226.ª Brigada Mixta, sufrió un nuevo cerco enemigo que provocó abundantes pérdidas a la unidad; gravemente quebrantada, el día 13 cruzó el Ebro por la zona de Flix.
Nuevamente agregada a la 44.ª División, fue destinada al sector de la cabeza de puente de Serós. Sin embargo, tras el comienzo de la ofensiva franquista en Cataluña la brigada hubo de retirarse. Para el 13 de enero de 1939 se encontraba defendiendo la Sierra de Prades, pero tras la caída de Tarragona se retiró hacia la frontera francesa.

## Mandos
Comandantes
- Teniente coronel de infantería Humberto Gil Cabrera;[7]
- Mayor de milicias Rodolfo Bosch Pearson;
- Mayor de milicias Eusebio Sanz;
- Mayor de milicias José Peirats Almela;

Comisarios
- Luis Deltell Bernal, del PSUC;[8]
- Ángel Marcos Salas, de la CNT;